# Natuurreservaat Raymond Mayné
Het Natuurreservaat Raymond Mayné is het eerste officieel erkende natuurgebied van België en bestaat sinds 1942. Erkenning kreeg het in 1988. Dit kalkgrasland werd genoemd naar Raymond Mayné, die er als eerste cicaden ontdekte.

## Gebied
Het gebied heeft een oppervlakte van ongeveer 6 ha en is daarmee ook een van de kleinere natuurgebieden in België. Er komen meer dan 70 dagvlindersoorten (waaronder de voorjaarserebia), 20 orchideeënsoorten, bidsprinkhanen en bergcicaden voor.